# Belišće
Belišće är en stad i Kroatien. Centralorten har 7 197 och kommunen 11 786 invånare (2001). Belišće är en industristad som ligger vid Dravas östra flodbank i Osijek-Baranjas län i landskapet Slavonien. Större orter i närheten av Belišće är Valpovo och Osijek. 

## Orter i kommunen
Belišće utgör huvudorten i kommunen med samma namn. I kommunen finns förutom Belišće följande 8 orter: Bistrinci, Bocanjevci, Gat, Gorica Valpovačka, Kitišanci, Tiborjanci, Veliškovci och Vinogradci. 

## Historia
Belišće grundades 1884 som en bosättning för arbetare inom trävaruindustrin. Dessa anställdes av den ungerska industrimannen Salamon Heinrich Gutmann som här lät uppföra ett sågverk och senare en fabrik för tillverkning av parkettgolv och andra trävaror.